# Acanthogyrus vittatusi
Acanthogyrus vittatusi är en hakmaskart som först beskrevs av Krishna K. Verma 1973.  Acanthogyrus vittatusi ingår i släktet Acanthogyrus och familjen Quadrigyridae. Inga underarter finns listade i Catalogue of Life.